# Пфулендорф
Пфулендорф (њем. Pfullendorf) град је у њемачкој савезној држави Баден-Виртемберг. Једно је од 25 општинских средишта округа Зигмаринген. Према процјени из 2010. у граду је живјело 13.109 становника. Посједује регионалну шифру (AGS) 8437088.

## Географски и демографски подаци
Пфулендорф се налази у савезној држави Баден-Виртемберг у округу Зигмаринген. Град се налази на надморској висини од 654 метра. Површина општине износи 90,6 km². У самом граду је, према процјени из 2010. године, живјело 13.109 становника. Просјечна густина становништва износи 145 становника/km².

## Међународна сарадња
| Мјесто | Држава     | Врста сарадње | Од    |
| ------ | ---------- | ------------- | ----- |
|        | Француска  | партнерство   | 1987. |
|        | Швајцарска | партнерство   | 1984. |
| Извор  |            |               |       |